# ВЕС Аркона
ВЕС Аркона (нім. Offshore-Windpark Arkona) — німецька офшорна вітроелектростанція, яка споруджується у Балтійському морі за 35 км на північний схід від острова Рюген (між ним та данським островом Борнгольм).
Ще в 2006 році на місці майбутньої ВЕС судно Sea Energy встановило вимірювальний метеорологічний пост. На початку 2010-х геотіхнічні дослідження тут провели самопідіймальна установка Excalibur та судно Fugro Commander, яке збирало інформацію про ґрунти шляхом виконання бурових робіт на 79 площадках.
Офшорні будівельні роботи почались у 2016 році із прокладання судном Cable Enterprise головного експортного кабелю («система 261»). Він працюватиме під напругою 220 кВ та з'єднає офшорну трасформаторну підстанцію з наземною енергомережею біля міста Любмін. Крім того, в межах системи Ostwind 1 підстанція ВЕС Аркона буде з'єднана коротким кабелем («система 265») з сусідньою ВЕС Вікінгер, яка в свою чергу матиме два головні експортні кабелі до того ж Любміна.
Для закріплення ґратчастої опори («джекету») підстанції плавучий кран Oleg Strashnov встановив чотири палі. Сам джекет вагою 1000 тон, а також надбудова з обладнанням («топсайд») вагою 4000 тон збираються у французькому Сен-Назері. За планом вони будуть доставлені та змонтовані на ВЕС Аркона у 2018 році.
Тим часом у серпні 2017-го плавучий кран Svanen розпочав спорудження монопальних фундаментів, забивши за допомогою гідромолота першу палю довжиною 81 метрів на 40 метрів під морське дно. Цей же кран встановлюватиме перехідні елементи, до яких кріпляться башти вітроагрегатів. Для монтажу останніх законтрактоване судно Sea Challenger.
ВЕС складатиметься із 60 вітрових турбін Siemens типу SWT-6.0-154 одиничною потужністю 6 МВт та діаметром ротора 154 метри. Їх розмістять на площі приблизно 40 км2 в районі з глибинами моря від 23 до 37 метрів.
Введення станції в експлуатацію заплановане на 2019 рік. Проект очікуваною вартістю 1,2 млрд євро спільно реалізують E.ON та Statoil.